# Nephelobotys brevis
Nephelobotys brevis is een vlinder van de familie van de grasmotten (Crambidae). De wetenschappelijke naam van deze soort is voor het eerst voorgesteld door Dandan Zhang in een publicatie uit 2024.
De soort komt voor in China (Guangdong).